# 小林陽子
小林 陽子（こばやし ようこ、1976年10月15日 - ）は、日本のアイコーディネーター・元フリーアナウンサー・映画ライター。かつての所属事務所はユーツーを経てセント・フォース。

## 来歴
テレビ番組のパーソナリティやキャスター業、ピエール・クンツ来日イベントの司会進行などをこなす一方、映画好きが高じて映画ライターとしても活躍。チャン・ツィイー、レオン・ライ、ジェリー・ブラッカイマーら海外の俳優やプロデューサーから、日本国内の映画俳優、映画監督にいたるまでインタビュー経験も豊富。読者の気持をストレートに反映したような直球なやりとりが好評。また芸能活動引退後、都内にサロンを持ち、アイリスト・ネイリストとしても活躍。
2007年に株式会社オードリーを設立し、代表取締役となる。2008年には化粧品をプロデュースし、「DASODA」が全国に一斉発売される。マスカラとアイライナーが女性誌に多く取り上げられ注目されている。

## プロフィール
学歴
目白学園女子短期大学卒。
趣味
映画鑑賞、ジャズダンス、料理（IHクッキングヒーターに換えたことから、はまっているとのこと）、ネイル、英語、海外旅行
資格
スキューバダイビング、自動二輪、エレクトーン講師、乗馬ライセンス
ペット
アメリカン・コッカ・スパニエルが1匹

## 出演

### テレビ
- はなきんデータH（テレビ朝日）
- パブロクの犬（TBS）
- モーニング天気!（TBS）
- ニュースモーニングサテライト（テレビ東京） - 天気キャスター（木・金曜日）
- NHK大河ドラマ「葵 徳川三代」（NHK） - レギュラー
- サンデーオンライン（BS朝日）
- スポーツ プロサッカー特番（フジテレビ739）
- 中央競馬中継（グリーンチャンネルEAST）

### ラジオ
- 立花裕人のMORNING FREEWAY（TOKYO-FM）

## 執筆
- シネマトゥデイ
- Yahoo映画!